# Khar Barreh
Khar Barreh (persiska: خر بره) är en ort i Iran.   Den ligger i provinsen Khorasan, i den nordöstra delen av landet, 600 km öster om huvudstaden Teheran. Khar Barreh ligger 1 669 meter över havet och antalet invånare är 172.
Terrängen runt Khar Barreh är varierad. Runt Khar Barreh är det ganska tätbefolkat, med 56 invånare per kvadratkilometer. Närmaste större samhälle är Sāqī Beyg, 16,4 km nordväst om Khar Barreh. Omgivningarna runt Khar Barreh är i huvudsak ett öppet busklandskap.